# Isabel Pisano
Isabel Pisano (Montevideo, 1944) es una escritora, periodista y actriz uruguaya.

## Biografía
En su carrera como actriz fue dirigida por cineastas argentinos (Boquitas pintadas de Leopoldo Torre Nilsson, Pampa salvaje de Hugo Fregonese), españoles (Bilbao de Bigas Luna) e italianos (por ejemplo, por Federico Fellini en Casanova).
Corresponsal de guerra para la RAI (Italia) y El Mundo (España), cubrió los conflictos de Palestina, Líbano, Chad, Irak, Bosnia y Somalia. Ha sido la única periodista que estuvo presente en los bombardeos de Mosul y Basora en Irak en 1993. También ha realizado numerosos reportajes para Marie Claire, Oggi e Il Giornale.
Ha sido galardonada con la medalla del Ministerio de Cultura de España, y seleccionada "mejor periodista del año 2002" por la Asociación de Revistas de Información (A.R.I.).
Exponente del periodismo de investigación, con el recopilado a lo largo de los años ha publicado numerosas obras. Como escritora destacan sus libros Trilogía de perversos, finalista del premio "La sonrisa vertical" en 1995; A solas con Arafat (1997) y Yo puta - Hablan las prostitutas-, que se convirtió en un auténtico superventas y que ha sido llevada al cine por Dolores Pictures. Estos tres títulos son la base de la gran popularidad de Isabel Pisano también como escritora. Publicó también la biografía de su amigo Bigas Luna, Sombras de Bigas, luces de Luna.
En 2005 participó en Gran Hermano VIP.
Casada con el compositor y arreglista argentino Waldo de los Ríos, de quien enviudó tras el suicidio de éste en 1977, muchos años después publicó esta parte de su vida en la autobiografía El amado fantasma (Plaza y Janés, 2002).
Posteriormente fue compañera durante doce meses del jefe de la OLP, Yasir Arafat, a quien le dedicó una biografía íntima y del que ha publicado polémicas declaraciones relativas a su muerte.

## Obras
- 2009, El papiro de Sept, Ediciones B. (ISBN 978-84-666-4167-8)
- 2006, Yasir Arafat: La pasión de un líder, Ediciones B. (ISBN 84-666-2510-0)
- 2004, Yo terrorista, Plaza & Janés (ISBN 84-01-37882-6)
- 2003, La Sospecha: El Complot Que Amenaza La Sociedad Actual, Belacqva (ISBN 84-95894-53-X)
- 2002, El Amado Fantasma, Plaza & Janés, (ISBN 84-01-37790-0) (donde documenta su vida junto a Waldo de los Ríos)
- 2001, Yo puta - Hablan las prostitutas, Plaza & Janés (ISBN 84-9759-297-2)
- 1995, Trilogía de perversos, Huerga & Fierro (ISBN 84-7683-420-9)
- 1985, Los diabólicos de Blois, Altalena Editores, S. A. (ISBN 84-7475-168-3)

## Filmografía
- 1966, Pampa salvaje
- 1974, Boquitas pintadas
- 1974, Casanova
- 1978, Bilbao
- 1978, Violación fatal
- 1979, Una sombra en la oscuridad
- 1982, Corridas de alegría
- 2004,  Yo, puta (guionista)